# СКБ «Молнія»
Спеціальне конструкторське бюро «Молнія» («Блискавка») — казенне підприємство оборонно-промислового комплексу України.
Входить до переліку підприємств, які мають стратегічне значення для економіки й безпеки України. Входить до переліку об'єктів державної власності України, які не підлягають приватизації.

## Історія

### 1972—1991
В 1970-ті роки СКБ було розроблено автоматизований звукометричний комплекс АЗК-5 «Тембр» (індекс ГРАУ — 1Б17) на базі п'яти автомобілів ЗіЛ-131, який було прийнято на озброєння збройних сил СРСР.
У 1980-ті роки СКБ було розроблено автоматизований звукометричний розвідувальний комплекс АЗК-7 «Мезотрон» (індекс ГРАУ — 1Б33) на базі чотирьох автомобілів ЗіЛ-131, після завершення випробувань в 1986 році прийнятий на озброєння збройних сил СРСР.

### Після 1991
Після відновлення незалежності України СКБ було перепідпорядковане міністерству оборони України.
На замовлення міністерства оборони України СКБ розробило конструкторську документацію й налагодило серійне виробництво 195-мм пускових салютних установок 2А34-А для запуску феєрверків. В 2001 році СКБ виготовило 20 од. установок 2А34-А
В серпні 1997 року його було внесено до переліку підприємств, які мають стратегічне значення для економіки та безпеки України.
Станом на 2008 рік, СКБ мало можливість виробляти:
- автоматизований звукометричний комплекс АЗК-7[2]
- 105-мм пускова установка 2А23-А[2]
- електронні блоки АМС-66, АМС-75, УТМ-68М, УМУ-127; вузли для керування мішенними установками АМТ-Л48 й УТМ-48[2]

Після створення в грудні 2010 року державного концерну «Укроборонпром», СКБ було включено до його складу.
В березні 2012 року Кабінет Міністрів України прийняв постанову про реорганізацію СКБ з метою перетворення в державне комерційне підприємство.
В грудні 2012 року СКБ «Молнія» завершило розпочаті в 1995 році роботи зі створення звукометричного комплексу РАЗК «1АР1 «Положення-2»» на базі транспортера МТ-ЛБу. 20 лютого 2013 року комплекс було офіційно прийнято на озброєння української армії під назвою 1АР1 «Положення-2».
В серпні 2013 року військова прокуратура Києва висунула СКБ вимогу щодо повернення біля 400 тис. гривень, які були раніше виділені на розробку РАЗК «Положення-2», що ускладнило господарське становище підприємства. В листопаді 2013 року СКБ «Молнія» звернулося до господарського суду Києва з позовом проти міністерства оборони України, з вимогою відшкодувати витрати підприємства розміром близько 8 млн гривень за роботи з модернізації техніки для міністерства оборони України, але програло процес. В результаті, СКБ не змогло розпочати виробництво комплексів «Положення-2» і в 2014 році зупинило виробництво.
В липні 2014 року командир в/ч В1060 полковник В. Ш. Ісмаїлов звернувся з проханням передати на баланс військової частини метеокомплект «Положення-2АМК» (який входив до складу комплексу «Положення-2») для використання в зоні АТО, але передача не відбулася, оскільки комплекс вже було передано у власність міністерства оборони України.
У вересні 2015 року повідомлялося, що виробництвом автоматизованого звукометричного комплексу артилерійської розвідки «Положення-2» від СКБ «Блискавка» займатиметься львівський завод «Лорта».
У січні 2016 року повідомлялося, що «Укроборонпром» планує розгорнути серійне виробництво нових контрбатарейних радарів, в тому числі й комплекс артилерійської розвідки «Положення-2» від СКБ «Блискавка».
У грудні 2016 року з'явилося повідомлення, що СКБ «Молнія» опинилося на межі закриття. Фахівці СКБ перемістилися в НДІ «Шторм».